# 카노푸스의 단지

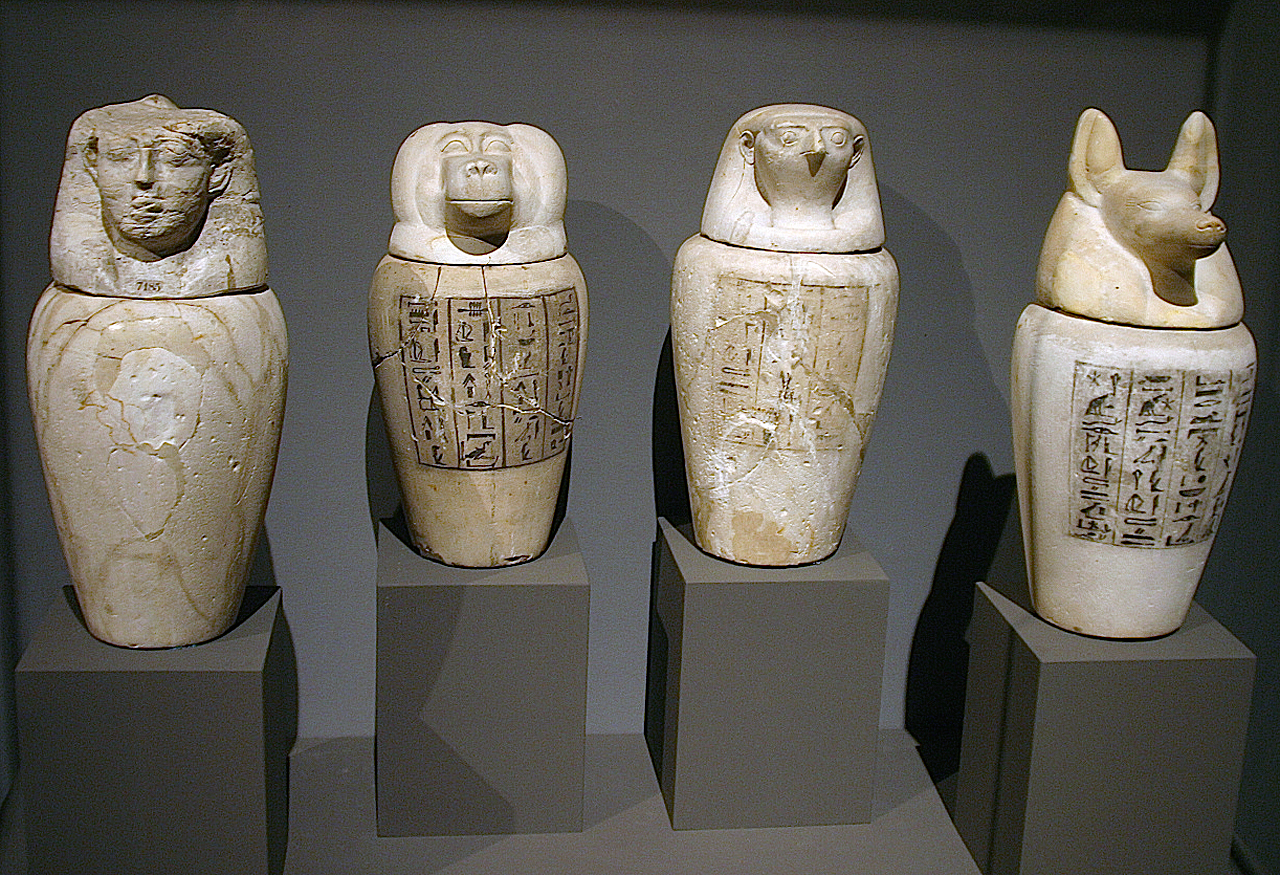
카노푸스의 단지

카노푸스의 단지(Canopic jars)는 고대 이집트에서 미라를 만들 때 장기를 보관하기 위해 사용한 단지이다. 단지는 석회석을 조각하거나 항아리를 만드는 방법으로 만들었으며 이집트 고왕국 시대부터 이집트 말기왕조 시대까지 사용되었다. 장기들을 한 단지에 보관한 것이 아니라 각 단지마다 특정한 장기를 보관하였다. 카노푸스의 단지는 사후세계에서 필요하다고 믿었던 위장, 창자, 폐, 간을 보관하기 위해 네 개가 있다. 각각의 단지 뚜껑에는 자칼, 매, 사람, 개코원숭이 모양이 있는데 이는 이집트 태양의 신인 호루스의 네 아들인 두아무테프(Duamutef), 케베세누프(Qebehsenuef), 임세티(Imsety), 하피(Hapi)를 표현한 것이다. 여기에는 심장이 없는데, 이집트인들은 심장에 영혼이 깃든다고 믿었기 때문이다. 그래서 심장은 죽은자의 몸 속에 그대로 두었다.
가장 오래된 카노푸스의 단지는 제11왕조 또는 제12왕조 시대에 만들어진 것으로, 돌이나 나무로 만들었다. 가장 최근의 단지는 신왕국 시대에 만들어진 것이다.

## 같이 보기
- 독무덤
- 우샤브티